# Vale
Vale (punim imenom Companhia Vale do Rio Doce) - brazilska multinacionalna kompanija za obradu metala i rudarstvo. Jedan je od najvećih logističkih operatora u Brazilu. Osim što je druga po veličini rudarska tvrtka u svijetu, Vale je ujedno i najveći proizvođač željezne rude, peleta i drugi najveći svjetski proizvođač nikla.
Vale također proizvodi mangan, ferolegure, bakar, boksit, potašu, kaolin, glinu i aluminij. U elektroenergetskom sektoru, tvrtka sudjeluje u konzorciju, a trenutno upravlja s devet hidroelektrana.
Vale ima vrlo loš u ugled u svijetu po pitanju "nepoštivanja okoliša i ljudskih prava".
Trenutno se nalazi na burzi u São Paulu, New Yorku, Parizu, Hong Kongu i Madridu.